# JP-7
JP-7（英: Jet Propellant 7）は、アメリカ空軍の超音速航空機向けに開発されたジェット燃料である。MIL規格：MIL-T-38219によって制定されている。

## 概要
JP-7は、ロッキード SR-71 ブラックバードのP&W社製J58 エンジンの燃料として開発された。これは、巡航速度M3以上になると空気の断熱圧縮によって機体表面が高温となり、低揮発性で熱安定性の高い燃料が必要とされたためである。
JP-7は、主に炭化水素からなる混合物であるが、通常のケロシンなどの石油蒸留燃料とは異なり、精製された炭化水素を精密に合成して作られた合成燃料である。そのため、普通の燃料に比べて硫黄や窒素および酸素などによる不純物はほとんど含まれない。主成分はアルカン、シクロアルカン、アルキルベンゼン、ナフタレンなどである。JP-7以前は特殊燃料のPF-1が用いられていたが、これは腐食性が強いため、低腐食性のJP-7の開発に伴い更新された。
空中給油機として、JP-7が搭載可能なタンクを有するKC-135Q ストラトタンカーが開発されている。
また、JP-7は無人高速試験機X-51の燃料にも用いられている。
JP-7は、非常に安定性が高いため点火しにくいという欠点も併せ持つ。そのため、点火にはトリエチルボラン（TEB）によるバイナリー点火が使用されている。また、レーダーに写りにくくするために、A-50と呼ばれるセシウムを含有する合成物を添加している。

## 性質
- 融点：-30℃
- 沸点：282~288℃
- 密度（at15℃）：779~806kg/m3
- 蒸気圧（at300°F（149℃）：155mm Hg（20.7kPa）
- 引火点：60℃
- 燃焼熱量：43.5MJ/kg